# أكليل (اسم)
أكليل هو اسم علم مذكر من أصل عربي، ومعناه هو التاج الذي تزيَّن به الرؤس على شكل قبعة أو عصابة محلاة باللؤلؤ والجوهر، وكانوا يضعون إكليلًا من ورق الغار علامة على النصر.

## وصلات خارجية
- موسوعة السلطان قابوس لأسماء العرب